# الحكومة (المشنة)

تعديل مصدري - تعديل

الحكومة المشنة هي إحدى حارات حي المشنة بمدينة إب اليمنية، بلغ تعداد سكانها 1182 نسمة حسب تعداد اليمن لعام 2004.